# 佐沼町
佐沼町（さぬままち）は、昭和30年（1955年）まで宮城県登米郡中部にあった町。現在の登米市迫町佐沼にあたる。

## 地理
- 河川：迫川

## 沿革
- 明治22年（1889年）4月1日 - 町村制施行にともない、北方村のうち佐沼城下町が分立して佐沼町が発足（残部は新制の北方村となる）。初代町長は旧領主の亘理隆胤。
- 昭和30年（1955年）4月1日 - 北方村・新田村と合併し、迫町となる。

## 行政
- 歴代町長

| 代 | 氏名         | 就任                       | 退任                       | 備考 |
| -- | ------------ | -------------------------- | -------------------------- | ---- |
| 1  | 亘理隆胤     | 明治22年（1889年）4月26日  | 明治30年（1897年）4月10日  |      |
| 2  | 目々沢新之丞 | 明治30年（1897年）5月24日  | 明治33年（1900年）7月9日   |      |
| 3  | 阿部三右ェ門 | 明治33年（1900年）7月18日  | 明治40年（1907年）10月23日 |      |
| 4  | 野川勇       | 明治40年（1907年）10月29日 | 明治43年（1910年）9月14日  |      |
| 5  | 佐藤秀治郎   | 明治43年（1910年）12月3日  | 大正6年（1917年）12月5日   |      |
| 6  | 山口常三郎   | 大正7年（1918年）1月14日   | 大正7年（1918年）7月15日   |      |
| 7  | 佐藤源治     | 大正7年（1918年）10月11日  | 大正9年（1920年）12月14日  |      |
| 8  | 佐藤秀治郎   | 大正10年（1921年）1月11日  | 大正12年（1923年）8月22日  | 再任 |
| 9  | 宮森武蔵     | 大正12年（1923年）11月22日 | 昭和2年（1927年）12月18日  |      |
| 10 | 半田卯内     | 昭和3年（1928年）2月16日   | 昭和4年（1929年）2月9日    |      |
| 11 | 宮森武蔵     | 昭和4年（1929年）2月16日   | 昭和17年（1942年）8月31日  | 再任 |
| 12 | 土生仲太     | 昭和17年（1942年）9月8日   | 昭和21年（1946年）9月7日   |      |
| 13 | 亘理胤篤     | 昭和21年（1946年）9月14日  | 昭和30年（1955年）3月31日  |      |